# Psammobatis parvacauda
Psammobatis parvacauda (лат.) — вид хрящевых рыб рода семейства Arhynchobatidae отряда скатообразных. Обитают в умеренных водах юго-западной части Атлантического океана. Встречаются на глубине до 120 м. Их крупные, уплощённые грудные плавники образуют округлый диск со треугольным рылом. Максимальная зарегистрированная длина 34,7 см..

## Таксономия
Впервые новый вид был научно описан в 1983 году. Вид известен по единственной особи, назначенной голотипом — самке длиной 34,7 см, пойманной в водах Аргентины (51°15′ ю. ш. 57°16′ з. д.) на глубине 120 м. Видовой эпитет происходит от лат. parva. —«маленький» и лат. cauda. —«хвост».

## Ареал
Эти скаты обитают на севере Фолклендских островов. Встречаются на глубине до 120 м.

## Описание
Широкие и плоские грудные плавники этих скатов образуют ромбический диск с широким треугольным рылом и закруглёнными краями. На вентральной стороне диска расположены 5 жаберных щелей, ноздри и рот. Хвост длиннее диска. На хвосте имеются латеральные складки. У этих скатов 2 редуцированных спинных плавника и редуцированный хвостовой плавник. Максимальная зарегистрированная длина 34,7 см.

## Биология
Эти скаты откладывают яйца, заключённые в роговую капсулу с «рожками» по углам.

## Взаимодействие с человеком
Эти скаты не являются объектом целевого лова. Данных для оценки Международным союзом охраны природы охранного статуса«вида недостаточно.